# Philosophe biologique
L'expression « philosophe biologique » est un concept de philosophie considérant le philosophe, humain, en tant qu'organisme vivant. Elle fut utilisée par Charles Darwin, Pierre Kropotkine puis Roland Jaccard.

## Signification
L'Homme est un être biologique qui ressent et qui pense. En tant qu'Être il aspire à l'assurance de ses capacités d'existence, qui sont triples :
- santé et nourriture, pour la survie de son être biologique ;
- violence et justice, pour la survie de son être émotif ;
- éducation et recherche, pour la survie de son être philosophique.